# Campylorhamphus
Campylorhamphus är ett släkte trädklättrare i familjen ugnfåglar inom ordningen tättingar. Släktet omfattar vanligen sex arter med utbredning i Latinamerika från Costa Rica till norra Argentina:
- Rödnäbbad skärnäbb (C. trochilirostris)
- Svartnäbbad skärnäbb (C. falcularius)
- Brunnäbbad skärnäbb (C. pusillus)
- Amazonskärnäbb (C. procurvoides)
- Tapajósskärnäbb (C. probatus)
- Xinguskärnäbb (C. multostriatus)

Tidigare inkluderades även större skärnäbb, men den är närmare släkt med sabelnäbbad trädklättrare (Drymornis pucherani) och förs därför oftast numera till ett eget släkte, Drymotoxeres.